# Baleinwalvissen
De baleinwalvissen (Mysticeti) of baardwalvissen vormen een parvorde van walvissen (Cetacea). De eigenschap die de exemplaren van deze parvorde onderscheidt van de tandwalvissen is dat ze, in plaats van tanden, over baleinplaten in de bovenkaak beschikken, waarmee ze voedseldeeltjes uit het water kunnen filteren. Ze hebben slechts tanden tijdens de embryonale fase. Fossiele baleinwalvissen hadden wel tanden in plaats van baleinplaten.
Baleinwalvissen zijn over het algemeen groter dan tandwalvissen en de wijfjes zijn groter dan de mannetjes. De baleinwalvissen behoren tot de grootste levende diersoorten op aarde.
De parvorde bestaat uit drie families en 16 soorten, alsmede meer dan 40 uitgestorven soorten. De wetenschappelijke naam is afgeleid van het Griekse woord mystax, wat "snor" betekent.

## Voedsel
Baleinwalvissen hebben geen tanden, maar baleinen die zij gebruiken om het zeewater te filteren. Ondanks hun grootte bestaat hun voedsel uit kleine oceaandieren, vooral plankton en kleine schaaldieren. Alhoewel de schaaldieren afzonderlijk minuscuul zijn, filteren baleinwalvissen zo'n groot volume water dat ze dagelijks toch voldoende voedsel binnenkrijgen.
Een soortgelijke filtertechniek wordt ook door flamingo's gebruikt.

## Gedrag

### Beweging
Baleinwalvissen leven in alle oceanen. Ze brengen de zomer door in koude wateren, dicht bij de polen, waar zij zich voeden. In de herfst trekken ze naar warmere wateren om hun jong groot te brengen. Gedurende deze periode eten de dieren maar weinig. De grijze walvis heeft de langste migratieroute van alle zoogdieren.

### Springen
Ondanks hun enorme massa, kunnen baleinwalvissen volledig boven het water uitkomen door te springen. Ze staan bekend om hun acrobatische sprongen. Sommige soorten slaan luid met hun vinnen op het wateroppervlak. Het doel van deze gewoonte is onder andere het verwijderen van ectoparasieten die op de huid van de baleinwalvissen leven en sommigen hun karakteristieke tekening geven.

### Geluid
In tegenstelling tot tandwalvissen, kunnen baleinwalvissen waarschijnlijk niet door middel van echo's hun plaats bepalen. In plaats daarvan kunnen zij geluiden met een hoog volume in een infrasonische waaier uitzenden. De roep van de grootste walvissen kan over een afstand van honderden kilometers worden gehoord.

#### Bedreigingen
Walvissen steunen sterk op geluiden om te communiceren. Door de scheepvaart worden ze echter gestoord in hun communicatie. Baleinwalvissen passen zich hieraan aan door luidere geluiden te produceren (zoals roepen), wat de walvissen wel meer energie kost. De walvissen hebben vooral last van geluiden op frequenties die ze zelf ook gebruiken. Bepaalde geluiden, zoals de "upcall", die van hoog naar laag gaat, komen hierdoor nog meer in het gedrang.

## Jacht
In de negentiende en het eerste deel van de twintigste eeuw werd grootschalig op baleinwalvissen gejaagd voor hun olie en balein. Hun olie werd gebruikt voor de bereiding van margarine en tafeloliën. Onder andere Japan voert de walvisjacht nog steeds uit.

## Taxonomische classificatie

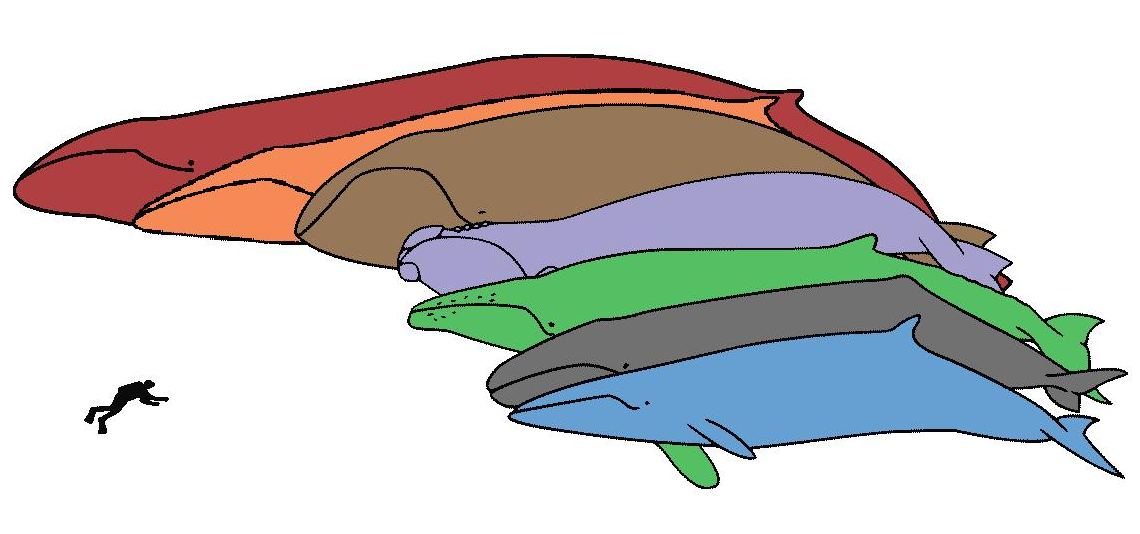
Vergelijking van verschillende baleinwalvissen en een mens:

- Parvorde: Mysticeti of Mysticoceti (Baleinwalvissen of grote walvissen) (16 soorten)
  - Familie: Aetiocetidae †
    - Geslacht: Aetiocetus †
      - Soort: Aetiocetus cotylalveus †
      - Soort: Aetiocetus polydentatus †
      - Soort: Aetiocetus tomitai †
      -  Soort: Aetiocetus weltoni †

    - Geslacht: Ashorocetus †
    - Geslacht: Chonecetus †
    - Geslacht: Morawanocetus †
    -  Geslacht: Willengacetus †

  - Familie: Balaenidae (Echte walvissen) (4 soorten)
    - Geslacht: Balaena (1 soort)
      -  Soort: Balaena mysticetus (Groenlandse walvis)

    -  Geslacht: Eubalaena (3 soorten)
      - Soort: Eubalaena australis (Zuidkaper)
      - Soort: Eubalaena glacialis (Noordkaper)
      -  Soort: Eubalaena japonica (Grote oceaannoordkaper)

  - Familie: Balaenopteridae (vinvissen) (11 soorten)
    - Geslacht: Balaenoptera (9 soorten)
      - Soort: Balaenoptera acutorostrata (Dwergvinvis)
      - Soort: Balaenoptera bonaerensis (Antarctische dwergvinvis)
      - Soort: Balaenoptera borealis (Noordse vinvis)
      - Soort: Balaenoptera brydei (Brydevinvis)
      - Soort: Balaenoptera edeni (Edens vinvis)
      - Soort: Balaenoptera musculus (Blauwe vinvis)
      - Soort: Balaenoptera omurai (Omurawalvis)
      - Soort: Balaenoptera physalus (Gewone vinvis)
      -  Soort: Balaenoptera ricei

    - Geslacht: Eschrichtius (1 soort)
      -  Soort: Eschrichtius robustus (Grijze walvis)

    -  Geslacht: Megaptera (1 soort)
      -  Soort: Megaptera novaeangliae (Bultrug)

  -  Familie: Cetotheriidae (1 soort)
    -  Geslacht: Caperea (1 soort)
      -  Soort: Caperea marginata (Dwergwalvis)

  - Familie: Mammalodontidae †
    - Geslacht: Janjucetus †
      -  Soort: Janjucetus hunderi †

    -  Geslacht: Mammalodon †
      -  Soort: Mammalodon colliveri †